# Bruno Lambert
Bruno Lambert (ur. 12 września 1967 roku w Brukseli) – belgijski kierowca wyścigowy.

## Kariera
Lambert rozpoczął karierę w międzynarodowych wyścigach samochodowych w 1986 roku od startów we Francuskiej Formule Ford 1600, gdzie jednak nie zdobywał punktów. W późniejszych latach Belg pojawiał się także w stawce FIA GT Championship, American Le Mans Series, Grand American Sports Car Series, 24-godzinnego wyścigu Le Mans, Grand American Rolex Series oraz European Le Mans Series.